# 德国标准化学会

德国标准化学会的标志

德国标准化学会（德語：Deutsches Institut für Normung e.V.）是德国的国家级标准化组织，也是ISO中代表德国会籍的会员机构，总部位于柏林。
德国标准化学会的前身是1917年成立的“德国工业标准委员会”（Normenausschuss der deutschen Industrie），它所制定的标准即“德国标准化学会标准”，缩写：，后又简化为）。至1975年德国标准化学会正式定为现名。在中国DIN被习惯性称为德国工业标准，这是一个误解。由德国标准化学会制定的标准，标准号前面都有DIN字样，其实它表示的不是德国工业标准而是德国标准化学会标准。
德国标准化学会是国际上一个很重要的标准化组织，它所制定的标准有许多同时也是EN和ISO标准，被世界各国广泛采用。

## DIN 标准命名
DIN标准的命名显示了其来源（#表示数字）：
- DIN # 用于主要用于德国国内的标准，或制定为国际版本作铺垫。E DIN #（E即Entwurf）是草案标准，而DIN V #（V即Vornorm）为初步标准。
- DIN EN # 用于欧洲标准的德国版本。
- DIN ISO # 用于ISO标准的德国版本。
- DIN EN ISO # 用于既是ISO标准又是欧洲标准的标准。